# Rabitə Bakı Voleybol Klubu 2014-2015
Questa voce raccoglie le informazioni riguardanti il Rabitə Bakı Voleybol Klubu nella stagione 2014-2015.

## Organigramma societario
Area direttiva
- Presidente: Cəlil Cəfərov

Area tecnica
- Allenatore: Dejan Brđović (fino a febbraio), Zoran Gajić
- Assistente allenatore: Vasif Talıbov

## Rosa
| N° | Nome                 | Ruolo | Data di nascita  | Nazionalità sportiva |
| -- | -------------------- | ----- | ---------------- | -------------------- |
| 1  | Wilma Salas          | S     | 9 marzo 1991     | Azerbaigian          |
| 2  | Kryscina Besman      | P     | 13 febbraio 1996 | Azerbaigian          |
| 3  | Jelyzaveta Ruban     | S     | 3 marzo 1995     | Azerbaigian          |
| 4  | Yoana Palacio        | S     | 6 ottobre 1990   | Azerbaigian          |
| 5  | Nataša Krsmanović    | C     | 19 giugno 1985   | Serbia               |
| 6  | TeTori Dixon         | C     | 4 agosto 1992    | Stati Uniti          |
| 7  | Gyselle Silva        | C     | 29 ottobre 1991  | Azerbaigian          |
| 8  | Áurea Cruz           | S     | 10 gennaio 1982  | Porto Rico           |
| 9  | Brenda Castillo      | L     | 5 giugno 1992    | Rep. Dominicana      |
| 11 | Olena Charčenko      | C     | 25 novembre 1995 | Azerbaigian          |
| 12 | Francesca Ferretti   | P     | 15 febbraio 1984 | Italia               |
| 13 | Nootsara Tomkom      | P     | 7 luglio 1985    | Thailandia           |
| 14 | Bəyaz Əliyeva        | L     | 9 giugno 1990    | Azerbaigian          |
| 16 | Foluke Akinradewo    | C     | 5 ottobre 1987   | Stati Uniti          |
| 17 | Katarzyna Skowrońska | S/O   | 30 giugno 1983   | Polonia              |
| 18 | Dóra Horváth         | S     | 4 marzo 1988     | Ungheria             |
| 19 | Haley Jacob          | L     | 4 dicembre 1990  | Stati Uniti          |

## Mercato
| Acquisti | Acquisti           | Acquisti     | Acquisti   |
| R.       | Nome               | da           | Modalità   |
| -------- | ------------------ | ------------ | ---------- |
| S        | Wilma Salas        | -            | definitivo |
| S        | Yoana Palacio      | -            | definitivo |
| C        | Gyselle Silva      | -            | definitivo |
| P        | Francesca Ferretti | River        | definitivo |
| L        | Bəyaz Əliyeva      | Telekom Baku | definitivo |
| L        | Haley Jacob        | Düdingen     | definitivo |

| Cessioni | Cessioni           | Cessioni         | Cessioni   |
| R.       | Nome               | a                | Modalità   |
| -------- | ------------------ | ---------------- | ---------- |
| P        | Katarzyna Skorupa  | Casalmaggiore    | definitivo |
| O        | Rachel Rourke      | Pink Spiders     | definitivo |
| L        | Kayla Banwarth     | Stati Uniti      | definitivo |
| S        | Gina Mancuso       | MKS              | definitivo |
| C        | Brittnee Cooper    | Atom Trefl Sopot | definitivo |
| C        | Cursty Jackson     | Dresdner         | definitivo |
| O        | Sanja Starović     | Beşiktaş         | definitivo |
| P        | Francesca Ferretti | LJ               | definitivo |

## Risultati

### Superliqa

#### Regular season

##### 1º round
| 1ª giornata - 1 novembre 2014 ?, ?  | Rabitə Baku    | 3 - 0 | Azərreyl    | 25-20, 25-22, 25-22               |
| 2ª giornata - 7 novembre 2014 ?, ?  | Telekom Baku   | 1 - 3 | Rabitə Baku | 22-25, 21-25, 25-22, 22-25        |
| 4ª giornata - 21 novembre 2014 ?, ? | Lokomotiv Baku | 3 - 2 | Rabitə Baku | 25-22, 18-25, 25-23, 21-25, 15-13 |
| 5ª giornata - 30 novembre 2014 ?, ? | Rabitə Baku    | 3 - 2 | Azəryol     | 25-23, 25-27, 23-25, 25-18, 15-10 |

##### 2º round
| 6ª giornata - 3 dicembre 2014 ?, ?   | Azərreyl    | 0 - 3 | Rabitə Baku    | 8-25, 18-25, 23-25         |
| 7ª giornata - 6 dicembre 2014 ?, ?   | Rabitə Baku | 3 - 0 | Telekom Baku   | 25-20, 25-22, 25-20        |
| 9ª giornata - 10 gennaio 2015 ?, ?   | Rabitə Baku | 3 - 1 | Lokomotiv Baku | 19-25, 25-18, 25-19, 25-20 |
| 10ª giornata - 22 dicembre 2014 ?, ? | Azəryol     | 3 - 1 | Rabitə Baku    | 25-23, 20-25, 25-11, 22-25 |

##### 3º round
| 11ª giornata - 25 gennaio 2015 ?, ?  | Rabitə Baku    | 3 - 0 | Azərreyl    | 25-21, 25-5, 25-9          |
| 12ª giornata - 21 febbraio 2015 ?, ? | Telekom Baku   | 0 - 3 | Rabitə Baku | 12-25, 15-25, 22-25        |
| 14ª giornata - 14 febbraio 2015 ?, ? | Lokomotiv Baku | 0 - 3 | Rabitə Baku | 25-27, 16-25, 17-25        |
| 15ª giornata - 25 febbraio 2015 ?, ? | Rabitə Baku    | 3 - 1 | Azəryol     | 25-23, 17-25, 25-15, 25-22 |

##### 4º round
| 16ª giornata - 7 marzo 2015 ?, ?  | Azərreyl    | 1 - 3 | Rabitə Baku    | 21-25, 21-25, 25-21, 23-25 |
| 17ª giornata - 20 marzo 2015 ?, ? | Rabitə Baku | 3 - 0 | Telekom Baku   | 25-23, 25-18, 25-12        |
| 19ª giornata - 1 aprile 2014 ?, ? | Rabitə Baku | 3 - 1 | Lokomotiv Baku | 22-25, 25-19, 25-23, 26-24 |
| 20ª giornata - 16 marzo 2015 ?, ? | Azəryol     | 0 - 3 | Rabitə Baku    | 23-25, 13-25, 23-25        |

#### Play-off

##### Semifinali
| Gara 1 - 4 aprile 2015 ?, ? | Rabitə Baku | 3 - 0 | Azərreyl    | 19-25, 19-25, 15-25        |
| Gara 2 - 6 aprile 2015 ?, ? | Azərreyl    | 1 - 3 | Rabitə Baku | 18-25, 26-24, 13-25, 17-25 |

##### Finale
| Gara 1 - 10 aprile 2015 ?, ? | Rabitə Baku    | 3 - 1 | Lokomotiv Baku | 25-27, 25-21, 25-21, 25-19 |
| Gara 2 - 12 aprile 2015 ?, ? | Lokomotiv Baku | 1 - 3 | Rabitə Baku    | 25-22, 20-25, 16-25, 13-25 |

### Champions League

#### Fase a gironi
| 1ª giornata - 12 novembre 2014 Hala Widowiskowo-Sportowa, Stettino    | Chemik Police | 3 - 0 | Rabitə Baku   | 25-22, 25-19, 25-18               |
| 2ª giornata - 26 novembre 2014 Sarhadchi Sport Olympic Center, Baku   | Rabitə Baku   | 3 - 2 | Dinamo-Kazan  | 22-25, 23-25, 28-26, 25-21, 15-9  |
| 3ª giornata - 10 dicembre 2014 Sportcentrum, Prostějov                | Prostějov     | 3 - 2 | Rabitə Baku   | 25-19, 23-25, 27-25, 17-25, 15-13 |
| 4ª giornata - 15 gennaio 2015 Sarhadchi Sport Olympic Center, Baku    | Rabitə Baku   | 3 - 1 | Prostějov     | 25-21, 25-12, 23-25, 25-15        |
| 5ª giornata - 22 gennaio 2015 Centr volejbola Sankt-Peterburg, Kazan' | Dinamo-Kazan  | 3 - 0 | Rabitə Baku   | 25-21, 25-10, 25-14               |
| 6ª giornata - 28 gennaio 2015 Sarhadchi Sport Olympic Center, Baku    | Rabitə Baku   | 2 - 3 | Chemik Police | 25-27, 25-18, 16-25, 25-16, 10-15 |

### Coppa CEV

#### Fase ad eliminazione diretta
| Challenge Round (andata) - 3 marzo 2015 Palais des Sports, Agde                | Béziers          | 1 - 3 | Rabitə Baku      | 22-25, 28-26, 14-25, 21-25 |
| Challenge Round (ritorno) - 12 marzo 2015 Sarhadchi Sport Olympic Center, Baku | Rabitə Baku      | 3 - 0 | Béziers          | 25-16, 25-22, 25-17        |
| Semifinale (andata) - 24 marzo 2015 Dvorec sporta Olimp, Krasnodar             | Dinamo Krasnodar | 3 - 1 | Rabitə Baku      | 25-20, 18-25, 25-23, 25-22 |
| Semifinale (ritorno) - 28 marzo 2015 Sarhadchi Sport Olympic Center, Baku      | Rabitə Baku      | 0 - 3 | Dinamo Krasnodar | 23-25, 19-25, 20-25        |

## Statistiche

### Statistiche di squadra
| Competizione     | Punti | In casa | In casa | In casa | In trasferta | In trasferta | In trasferta | Totale | Totale | Totale |
| Competizione     | Punti | G       | V       | P       | G            | V            | P            | G      | V      | P      |
| ---------------- | ----- | ------- | ------- | ------- | ------------ | ------------ | ------------ | ------ | ------ | ------ |
| Superliqa azera  | 42    | 10      | 10      | 0       | 10           | 8            | 2            | 20     | 18     | 2      |
| Champions League | 7     | 3       | 2       | 1       | 3            | 0            | 3            | 6      | 2      | 4      |
| Coppa CEV        | -     | 2       | 1       | 1       | 2            | 1            | 1            | 4      | 2      | 2      |
| Totale           | -     | 15      | 13      | 2       | 15           | 9            | 6            | 30     | 22     | 8      |

G = partite giocate; V = partite vinte; P = partite perse

### Statistiche dei giocatori
| F. Akinradewo | Statistiche assenti | 6 | 74  | 53 | 13 | 8 | 4 | 40 | 33 | 4 | 3 | Statistiche assenti |
| B. Əliyeva    | Statistiche assenti | 1 | 0   | 0  | 0  | 0 | - | -  | -  | - | - | Statistiche assenti |
| K. Besman     | Statistiche assenti | 2 | 0   | 0  | 0  | 0 | 1 | 0  | 0  | 0 | 0 | Statistiche assenti |
| B. Castillo   | Statistiche assenti | 5 | 0   | 0  | 0  | 0 | 4 | 0  | 0  | 0 | 0 | Statistiche assenti |
| Á. Cruz       | Statistiche assenti | 6 | 38  | 32 | 3  | 3 | 4 | 37 | 32 | 1 | 4 | Statistiche assenti |
| T. Dixon      | Statistiche assenti | 6 | 62  | 42 | 16 | 4 | 4 | 31 | 21 | 8 | 2 | Statistiche assenti |
| F. Ferretti   | Statistiche assenti | 4 | 3   | 2  | 0  | 1 | - | -  | -  | - | - | Statistiche assenti |
| D. Horváth    | Statistiche assenti | 6 | 26  | 21 | 0  | 5 | 3 | 3  | 2  | 1 | 0 | Statistiche assenti |
| H. Jacob      | Statistiche assenti | - | -   | -  | -  | - | - | -  | -  | - | - | Statistiche assenti |
| O. Charčenko  | Statistiche assenti | 0 | 0   | 0  | 0  | 0 | - | -  | -  | - | - | Statistiche assenti |
| N. Krsmanović | Statistiche assenti | 1 | 2   | 1  | 1  | 0 | 2 | 1  | 1  | 0 | 0 | Statistiche assenti |
| Y. Palacio    | Statistiche assenti | 6 | 60  | 53 | 6  | 1 | 2 | 19 | 15 | 2 | 2 | Statistiche assenti |
| J. Ruban      | Statistiche assenti | - | -   | -  | -  | - | 0 | 0  | 0  | 0 | 0 | Statistiche assenti |
| W. Salas      | Statistiche assenti | 5 | 12  | 11 | 1  | 0 | 3 | 13 | 10 | 0 | 3 | Statistiche assenti |
| G. Silva      | Statistiche assenti | 2 | 2   | 1  | 0  | 1 | 3 | 37 | 34 | 3 | 0 | Statistiche assenti |
| K. Skowrońska | Statistiche assenti | 6 | 113 | 95 | 9  | 9 | 4 | 43 | 37 | 4 | 2 | Statistiche assenti |
| N. Tomkom     | Statistiche assenti | 6 | 8   | 3  | 3  | 2 | 4 | 10 | 4  | 2 | 4 | Statistiche assenti |

P = presenze; PT = punti totali; AV = attacchi vincenti; MV = muri vincenti; BV = battute vincenti